# سارة برادلي (مقدمة تلفزيونية)
سارة برادلي (بالإنجليزية: Sarah Bradley)‏ هي مقدمة تلفزيونية نيوزيلندية، ولدت في 20 أبريل 1966.